# Broek (Utrecht)
Broek (51° 56′ N, 4° 58′ L) é uma cidade dos Países Baixos, na província de Utrecht. Broek (Utrecht) pertence ao município de Vijfheerenlanden, e está situada a 11 km, a norte de Gorinchem.
A área de Broek, que também inclui as partes periféricas da cidade, bem como a zona rural circundante, tem uma população estimada em 290 habitantes.